# Morning Star of Revelation
Le Morning Star of Revelation est un ketch aurique  construit de 1978 à 1981 à Londres spécialement pour participer aux différents Tall Ships' Races organisés par la Sail Training International, en classe B.
Il appartient au Morning Star Trust, qui possède aussi le sloop bermudien Dayspring. Il est basé depuis sa construction au port de Chatham dans la région du Kent, au Royaume-Uni. Cette association fait partie de la Royal Yachting Association.
Son numéro de voile est TS-K 182.

## Histoire
C'est un ketch aurique construit en ferro-ciment sur un chantier naval de Londres par Tim Milward.
En 1983, son propriétaire démissionna de ses fonctions de professeur pour se consacrer à l'exploitation du bateau à plein-temps
En 1989, une organisation sans but lucratif fut créée, le Morning Star Trust, pour répondre à l'accroissement du travail et gérer le nombre croissant de bénévoles impliqués. Le Morning Star Trust est une œuvre confessionnelle chrétienne qui rassemble des jeunes gens issus des écoles, des églises et des organisations de jeunes chrétiens.
Il participe à de nombreuses Tall Ships' Races depuis 2000. Lors de la Tall Ships Races 2013 en mer Baltique), le bateau remporta la victoire en classe B au temps compensé.
Il participera à la Liberty Tall Ships Regatta 2019 au départ de l'Armada de Rouen 2019.